# Herbert Ansbach
Herbert Ansbach (* 2. März 1913 in Tarnowitz; † 31. Juli 1988 in Berlin)  war ein deutscher Widerstandskämpfer gegen den Nationalsozialismus und SED-Funktionär in der DDR. Er war von 1956 bis 1958 Generalsekretär der Kammer für Außenhandel der DDR.

## Leben
Herbert Ansbach kam am 2. März 1913 im damals deutschen Tarnowitz als Kind von Else und Oskar Ansbach in einer jüdischen Familie zur Welt. Sein Vater war Getreidekaufmann. Nach Ende des Ersten Weltkriegs musste Deutschland im Jahr 1922 Tarnowskie Góry an Polen abtreten. Die Familie Ansbach zog nach Berlin-Tempelhof in ein eigenes Haus im Preußenring 11 (heute Peter-Strasser-Weg 22). Oskar Ansbach arbeitete als Handelsvertreter, Else Ansbach war politisch als Sozialistin aktiv.
Nach dem Abitur ging Herbert Ansbach in eine Schuhmacherlehre, aus der er wegen Teilnahme an einem Streik 1929 entlassen wurde. Danach begann er 1929 eine kaufmännische Lehre und arbeitete bis 1931 in diesem Beruf. Im gleichen Jahr trat er dem Kommunistischen Jugendverband Deutschlands (KJVD) bei. Er wurde in einer verdeckten Operation in den Sozialistischen Jugendverband innerhalb der Sozialistischen Arbeiterpartei Deutschlands (SAPD) eingeschleust und leistete dort bis 1932 sogenannte Zersetzungsarbeit.
1931 machte Ansbach seine KJVD-Mitgliedschaft öffentlich und trat der Kommunistischen Partei Deutschlands (KPD) bei. Nachdem er 1931 seine Schulausbildung an der Karl-Marx-Schule in Berlin-Neukölln wieder aufgenommen hatte, war er ab 1932 Reichsleiter des Sozialistischen Schülerbundes (SSB) und Herausgeber der SSB-Zeitschrift Der Schulkampf. Nach der Machtergreifung der Nationalsozialisten und dem Verbot kommunistischer Betätigung unterstützte Ansbach die Partei auch in der Illegalität. Da er unter Beobachtung der Geheimen Staatspolizei (Gestapo) stand, emigrierte er im Juni 1933 nach Paris. Im Spätsommer 1934 kehrte er nach Berlin zurück und wurde politischer Leiter des KJVD für den Unterbezirk Berlin-Südost und gehörte zu den führenden Mitgliedern der Berliner Herbert-Baum-Gruppe.
Anfang 1936 wurde Ansbach verhaftet und Ende Oktober 1936 wegen „Vorbereitung zum Hochverrat“ zu zweieinhalb Jahren Zuchthaus verurteilt. Wegen einer schweren Herzerkrankung wurde er nach einem Antrag seiner Mutter auf Haftentlassung aus gesundheitlichen Gründen 1937 aus der Haft im Zuchthaus Brandenburg entlassen und emigrierte im Januar 1938 in die Tschechoslowakei und im März 1939 nach Großbritannien. Dort lernte er seine spätere Frau Vera Meyer kennen. Nach Kriegsbeginn wurde er in England als „feindlicher Ausländer“ interniert und nach Australien deportiert. 1941 konnte Ansbach nach England zurückkehren, arbeitete bis Kriegsende als Angestellter und engagierte sich im Freien Deutschen Kulturbund. Seine Eltern, die Deutschland nicht verlassen konnten, wurden 1942 ins Ghetto Riga deportiert und ermordet.
Im August 1946 kehrte Ansbach nach Deutschland zurück, wurde SED-Mitglied und war ab Oktober Auslandsredakteur bei der Nachrichtenagentur Allgemeiner Deutscher Nachrichtendienst (ADN). Ab Mai 1947 war er Mitarbeiter der Deutschen Verwaltung des Innern und bis März 1949 Leiter des Amtes zum Schutz des Volkseigentums im Land Brandenburg.
Von März bis Dezember 1949 war Ansbach Referent im Zentralsekretariat des SED-Parteivorstandes zunächst in der Kaderabteilung, dann in der Wirtschaftsabteilung. Nach Gründung der DDR wurde er jedoch als „Westemigrant“ benachteiligt und vorübergehend aus den Funktionen in der SED entlassen. 1949 wurde Ansbach Leiter der Vereinigung Volkseigener Betriebe (VVB) Spiritus. 1955 wurde er Leiter des Verlags Technik. Von 1956 bis 1958 war Ansbach Generalsekretär der Kammer für Außenhandel der DDR. 1959 ging er aus gesundheitlichen Gründen in Rente. Ansbach war Mitglied des Bezirkskomitees Antifaschistischer Widerstandskämpfer Berlin.